# Adriaen van der Donck
Adriaen Cornelissen van der Donck (ca. 1618-1655) fue un abogado y terrateniente de Nueva Holanda (Norteamérica). 
Fue el primer abogado de la colonia neerlandesa de Nueva Holanda y uno de los líderes de la vida política de Nueva Ámsterdam (la moderna Nueva York). Luchó por conseguir un gobierno republicano de tipo neerlandés para la colonia, que hasta entonces era un puesto comercial controlado por la Compañía Neerlandesa de las Indias Occidentales.
Impresionado por su nueva patria, Nueva Holanda, Van der Donck escribió descripciones detalladas del territorio, la flora, la fauna, las vías fluviales, la topografía y el clima. Van der Donck utilizó este conocimiento para promocionar activamente la inmigración a la colonia, y publicó numerosos tratados, incluido su influyente Descripción de Nueva Holanda.
Charles Gehring, director de New Netherland Project, lo ha calificado como la "descripción más completa de la provincia, su geografía, los indígenas que la habitaban y sus prospects…Se ha dicho que si no estuviese escrito en neerlandés, estaría considerada como una de las grandes obras de la literatura sobre la colonización americana. 
Van der Donck es una figura central en el ensayo The Island at the Center of the World, de Russell Shorto, que argumenta, basándose en archivos de la colonia recientemente traducidos, que es un patriota de la Norteamérica fundacional, olvidado por la historia debido a la posterior conquista de Nueva Holanda por Inglaterra.
Van der Donck está reconocido como uno de los primeros etnógrafos de los indios de Norteamérica, que aprendió las lenguas autóctonas y observó muchas de las costumbres de los Mohicanos y los Mohawks. 
Sus descripciones del comportamiento indígena son citadas por numerosas obras recientes, como 1491: New Revelations of the Americas Before Columbus, de 2005.

## Biografía
Van der Donck nació aproximadamente en 1618 en la ciudad de Breda, al sur de los Países Bajos. Su familia estaba bien situada por parte materna. Su abuelo materno, Adriaen van Bergen, era recordado como un héroe nacional por haber ayudado a liberar Breda de las fuerzas españolas durante la Guerra de los 80 años.
En 1638, Van der Donck ingresó en la Universidad de Leiden como estudiante de derecho. Leiden se había convertido en un centro intelectual muy activo debido a la libertad religiosa en Holanda y a la ausencia de censura. Allí recibió probablemente la influencia de numerosos expertos en pensamiento legal muy avanzados, como Hugo Grotius, quien destacaba el razonamiento basado en la ley natural por encima del criterio de las autoridades históricas. 
A pesar de que los Países Bajos vivían un boom económico cuando se licenció como jurista en 1641, Van der Donck decidió viajar al Nuevo Mundo. Se puso en contacto con el patroon (propietario de un gran territorio) Kiliaen van Rensselaer, que le ofreció un cargo como schout, una combinación de sheriff y fiscal, en su propiedad, extensa y semiindependiente, Rensselaerswyck, situada cerca de la moderna Albany.

## En Nueva Holanda

### Rensselaerswyck
En 1641, Van der Donck embarcó hacia el Nuevo Mundo a bordo del Den Eykenboom (El roble). Al llegar quedó impresionado por el territorio, que, en contraste con los Países Bajos, tenía bosques espesos, colinas y abundante vida salvaje.
Una vez en el cargo, la independencia de Van der Donck provocó la ira de Van Rensselaer. La discrepancia se manifestó cuando el schout se quedó con uno de los mejores potros del propietario y decidió que la granja que le habían asignado no estaba bien situada y la trasladó a otro emplazamiento.
El propietario esperaba que la principal preocupación de Van der Donck fuese el rendimiento de la granja y no el bienestar de los colonos. Según Van Rensselaer su deber era: “buscar mi beneficio y protegerme contra las pérdidas”. Esto debía consistir principalmente en acabar con el mercado negro y atrapar a quienes huían antes de que sus contratos de servicio hubieran finalizado.
En vez de eso, Van der Donck ignoró las órdenes de Van Rensselaer y se negó a cobrar el alquiler atrasado de aquellos que obviamente no podían pagar. También protestó porque sostenía que los colonos no podían jurar lealtad en nombre de sus sirvientes y empezó a organizar mejoras en varios molinos y la construcción de un camino pavimentado con ladrillos. 
Las cartas de Van Rensselaer indican que fue indignándose cada vez más con el comportamiento de su schout, y le reprendió: "Desde el principio no has actuado como un empleado sino como un director."

### Expediciones
Para su jefe, Van der Donck también pasaba demasiado tiempo explorando los alrededores. Durante estas expediciones aprendió mucho sobre el territorio y sus habitantes, y a menudo abandonó su deber como “schout” para observar y documentar todo lo que pudiera. Conoció tribus indígenas como los Mohicanos y los Mohawks, comió su comida y se familiarizó con su lenguaje. Van der Donck registró sus costumbres, creencias, medicina, estructura política y su tecnología de una manera objetiva y detallada.
Insatisfecho con su empleo y advirtiendo el potencial del territorio, Van der Donck finalmente empezó a usar sus contactos con los indios para negociar la adquisición de terrenos en Catskills, donde quería fundar su nueva colonia. Cuando Van Rensselaer se dio cuenta de que su empleado intentaba adquirir terrenos contiguos a los suyos reaccionó con rapidez El contrato deVan der Donck como schout expiró en 1644 y no fue renovado.

### Primer activismo político

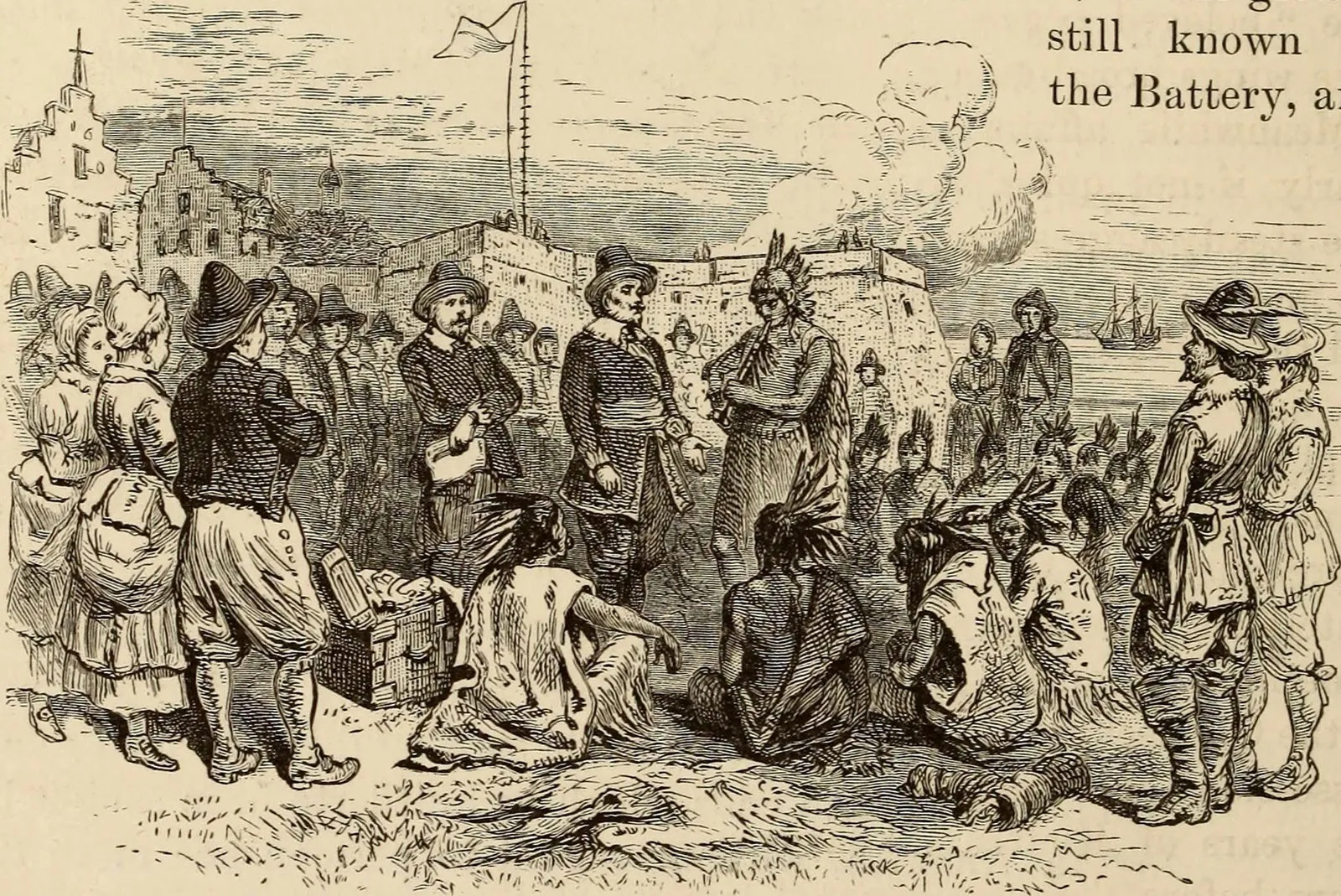
Willem Kieft negociando la paz con los indios, 1645

En Nueva Ámsterdam, algunos colonos disgustados habían enviado quejas a la Compañía Neerlandesa de las Indias Occidentales sobre el director-general de Nueva Holanda, Willem Kieft, quien había empezado una guerra sangrienta contra los indios, desobedeciendo la advertencia del Consejo de los Doce Hombres.
La guerra de Kieft dañó gravemente las relaciones y el comercio entre los indios y los neerlandeses, hizo la vida más peligrosa para los colonos que vivían en zonas apartadas y cortó los recursos de la colonia. Kieft deterioró aún más su relación con los colonos, que ya padecían dificultades financieras, creando un impuesto sobre las pieles de castor y la cerveza para financiar la guerra.
En 1645, Kieft intentó restablecer las relaciones con los indios y pidió a Van der Donck que le ayudara como guía e intérprete en una expedición. En las negociaciones, Kieft se dio cuenta de que no había traído los regalos que eran necesarios para acompañar la solicitud de conversaciones o de pactos con los indígenas. Van der Donck no había avisado a Kieft sobre esta importante cuestión, pero por casualidad llevaba una cantidad suficiente de “abalorios”' (wampum), que prestó a Kieft.
A cambio del favor, Kieft concedió a Van der Donck 97 km² al norte de Manhattan en 1646. Llamó a la propiedad Colen Donck y construyó numerosos molinos a lo largo de lo que hoy es Saw Mill River. El territorio era tan extenso que los lugareños se referían a su propietario como el Jonkheer ("joven caballero" o "pequeño noble terrateniente"), una palabra de la que deriva "Yonkers". Van der Donck ya se había casado con la inglesa Mary Doughty, cuyo padre había perdido sus tierras tras irritar a Kieft.

### Defensor de los colonos
Kieft siguió sin contar con el apoyo de los colonos en Nueva Ámsterdam. Adriaen van der Donck entró en escena en este ambiente de agitación política y usó sus conocimientos de derecho para dar voz a los colonos descontentos. En el momento de su llegada, el tono de las peticiones de los colonos cambió de repente. Mientras ayudaba a Kieft como abogado y traductor, colaboró con miembros insatisfechos de la colonia para que Kieft fuera relevado del cargo y convencer a la compañía de la necesidad de instaurar un gobierno representativo de tipo neerlandés en Nueva Ámsterdam.
La Compañía Neerlandesa de las Indias Occidentales relevó a Kieft en 1647 por los graves daños causados al comercio en su guerra contra los indios. Pero en vez de conceder la solicitud de los colonos de obtener un gobierno local, la compañía decidió que un nuevo director-general más severo conseguiría acabar con la disidencia política. Nombraron a Peter Stuyvesant. 
A pesar del cambio, Van der Donck siguió acumulando documentos contra Kieft, al parecer para usar su ejemplo como argumentación para la creación de un gobierno local.

### La Junta de los nueve
Van der Donck entabló amistad con Stuyvesant desde su llegada, en mayo de 1647. Stuyvesant trató de imponer su autoridad a los colonos — declaró que cualquiera que se le opusiera "tendría el sol y la luna en su contra”; pero al final tuvo que conceder la creación de una junta consultiva permanente. Siguiendo una tradición neerlandesa, serían propuestos 18 candidatos, de los cuales Stuyvesant elegiría nueve para servir en el cargo. Las negociaciones políticas deVan der Donck al final consiguieron la aprobación de Stuyvesant y fue seleccionado por sus nuevos pares como “Presidente de la Comunalidad" en 1648.
En pocos días, la Junta de los nueve se declaró independiente de la compañía. Intentaron conseguir el beneplácito de Stuyvesant para enviar una delegación a La Haya para solicitar a los Estados Generales que les cedieran el gobierno de la colonia. Van der Donck entrevistó a los habitantes de Nueva Ámsterdam y documentó meticulosamente sus muchas quejas contra la Compañía Neerlandesa de las Indias Occidentales, Kieft y Stuyvesant. Planeó sintetizar sus quejas en un único documento para presentarlo a los Estados Generales. Stuyvesant se sintió traicionado por Van der Donck, lo detuvo y lo relevó de la Junta de los nueve, y se incautó de sus documentos para usarlos como prueba y acusarlo de traición. 
El 26 de julio de 1649, 11 miembros y exmiembros de la Junta firmaron la Petición de la Comunalidad de Nueva Holanda, que solicitaba que los Estados Generales emprendieran acciones para favorecer la libertad económica y para instaurar un gobierno local como los de Holanda, retirando a la Compañía el control de la colonia. Van der Donck fue uno de los tres hombres seleccionados para viajar a Holanda a presentar la solicitud.

### Protesta de Nueva Holanda
Junto a la petición presentó una descripción de la colonia, escrita básicamente por Van der Donck, titulada Protesta de Nueva Holanda. Ésta expone que la colonia es extraordinariamente valiosa y que está en peligro de ser perdida debido a la mala gestión de la Compañía Neerlandesa de las Indias Occidentales.

## Retorno a Holanda

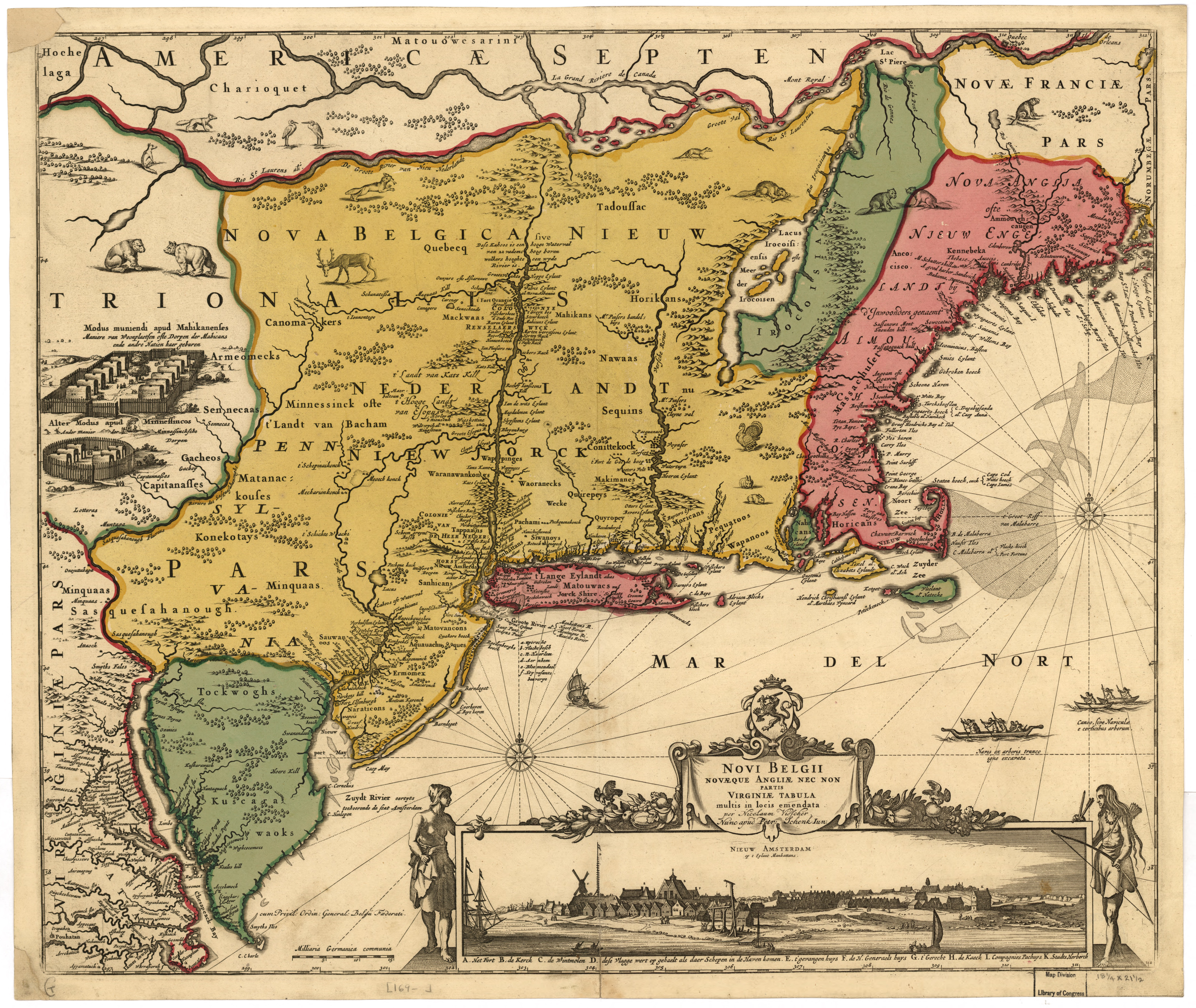
El mapa Jansson-Visscher del noreste de América, publicado por primera vez por Van der Donck.

En Holanda, Van der Donck inició campañas políticas y de relaciones públicas y organizó grupos de nuevos colonos para Nueva Holanda. Presentó su caso varias veces ante los Estados Generales, junto a un representante enviado por Stuyvesant, Cornelius van Tienhoven.

### Campaña de relaciones públicas
El caso ante los Estados Generales fue aplazado debido a los conflictos internos del gobierno neerlandés, provocados por Guillermo II de Orange. 
Entre tanto, Van der Donck se centró en las relaciones públicas. En 1650 imprimió su Protesta como un panfleto. Su descripción entusiasta de las tierras de ultramar generó una gran interés sobre Nueva Holanda; de repente, tanta gente se animó a emigrar que las naves tuvieron que rechazar hasta a pasajeros que pagaban por el viaje. Un director de la Compañía Neerlandesa de las Indias Occidentales escribió: "Antes nunca se hablaba de Nueva Holanda, y ahora cielo y tierra parecen estar agitados por ello y todo el mundo intenta ser el primero en escoger las mejores parcelas [de tierra] allí."
Como anexo a la Protesta, Van der Donck encargó un plano de la colonia, el mapa de Jansson-Visscher. Mostraba el noreste de Norteamérica, desde Chesapeake Bay a la Canadá francesa e incluía dibujos de los poblados indios típicos, animales salvajes y la ciudad de Nueva Ámsterdam. Se convirtió en el mapa definitivo del área durante más de un siglo, consolidando mucha de la toponimia neerlandesa. Se reimprimió 31 veces antes de la mitad del siglo XVIII.

### La decisión de los Estados Generales

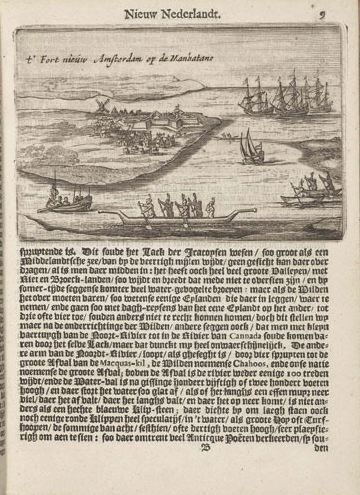
Una página de Descripción de Nueva Holanda, de Van der Donck.

La campaña de Van der Donck dio resultado, y en abril de 1650 los Estados Generales promulgaron una orden provisional para que la Compañía de las Indias Occidentales instaurara una forma de gobierno más liberal para estimular la emigración a la colonia.
Promulgaron la decisión final en 1652: la Compañía Neerlandesa de las Indias Occidentales fue obligada a ordenar a Stuyvesant que implantara un gobierno municipal. El 2 de febrero de 1653 se promulgó el estatuto municipal de Nueva Ámsterdam. 
Los Estados Generales también emitieron una carta en abril de 1652 que exigía el retorno de Stuyvesant a Holanda. Van der Donck la entregaría personalmente al director-gobernador.
Van der Donck se preparó para volver a Nueva Ámsterdam. Había asegurado un gobierno liberal para la colonia, sin restricciones de la Compañía Neerlandesa de las Indias Occidentales, y había conseguido apoyo nacional para los colonos inmigrantes de Holanda a las colonias. También iba a ser reinstaurado como presidente de la Junta de los nueve y se convertiría en un líder en el nuevo gobierno.
Pero antes de que Van der Donck pudiera embarcarse, estalló la primera Guerra Anglo-Neerlandesa, y sus esperanzas para Nueva Ámsterdam se desvanecieron. Los Estados Generales temieron hacer experimentos con gobiernos locales en tiempo de guerra y revocaron su decisión.
Derrotado, Van der Donck intentó volver a Nueva Holanda pero fue detenido. Mientras tanto, consiguió el grado de Supremus in jure en la Universidad de Leiden. Seguía ansioso por promocionar la colonia y escribió una descripción exhaustiva de su geografía y de los pueblos nativos basándose en el material que recopiló en Protesta.
Debido a la guerra, la publicación de Beschryvinge van Nieuw-Nederlant (Descripción de Nueva Holanda) fue retrasada hasta 1655, pero se convirtió en una obra muy popular, con una segunda edición el año siguiente. Sin embargo, no fue publicada en inglés hasta 1841, e incluso entonces en una mala traducción que suprimía sutilezas y a menudo incluso cambiaba el significado original.

## Retorno a Nueva Ámsterdam
El 26 de mayo de 1653, con la esperanza de que se le permitiera volver a casa, Van der Donck envió la siguiente petición a los directores de la Compañía Neerlandesa de las Indias Occidentales:
El abajo firmante, Adriaen van der Donck, solicita humildemente el permiso y el pasaporte de la Junta directiva para ir a Nueva Holanda, y ofrece renunciar al cargo que se le concedió previamente como presidente de la comunidad, o como su vicepresidente, y(...) rechazar cualquier otro puesto, sino que más bien propone vivir en privado pacífica y tranquilamente como un habitante más, acatando las órdenes y normas de la Compañía o de aquellos nombrados por su director.
Esta promesa pareció satisfacer a los directores y Van der Donck obtuvo permiso para volver a Nueva Holanda. Sin embargo, renunciar al cargo público no fue suficiente: una vez en casa se le negó el derecho a continuar ejerciendo como abogado porque no había nadie con "la suficiente habilidad y las calificaciones necesarias (...) para oponerse y pleitear contra el mencionado Van der Donck". Al parecer, estas restricciones no detuvieron sus maquinaciones: otro alzamiento político estalló contra Stuyvesant pocas semanas después del retorno de Van der Donck.
No hay ningún dato sobre la muerte de Adriaen van der Donck. Se sabe que estaba vivo durante el verano de 1655, y una declaración de Stuyvesant de principios de 1656 parece indicar que ya estaba muerto. Probablemente murió en su granja durante la serie de ataques indios de septiembre de 1655, llamada la Guerra del melocotonero. En Nueva Holanda sobrevivieron su mujer y sus padres, a quienes había convencido para que emigraran.